# Ludwig Hertzer
Ludwig Hertzer (geboren 23. Dezember 1854 in Zehdenick; gestorben 3. Dezember 1928 in Berlin) war ein deutscher Theaterschauspieler, -regisseur, -direktor und -agent.

## Leben
Seine Bühnenlaufbahn begann Hertzer 1875 am Theater an der Wien. Anschließend nahm er bis 1878 ein Engagement in Meiningen, bevor er in den Folgejahren in Danzig, Augsburg und Graz auftrat.
Von 1881 bis 1886 stand Hertzer am Hamburger Thaliatheater auf der Bühne, spielte 1886 und 1887 in Berlin am Deutschen Theater. Nach seiner Rückkehr nach Hamburg wirkte er bis 1890 wieder im Ensemble des Thaliatheaters. 1890 wurde er an das Berliner Königliche Schauspielhaus berufen, in dem er später auch als Regisseur wirkte. Nach einer mehrjährigen Unterbrechung als Leiter des Kasseler Hoftheater kehrte er wieder an das Berliner Schauspielhaus zurück.
Unterdessen hatte Hertzer um 1897 die Opernsängerin Marie Deppe geheiratet.
Nach dem Ersten Weltkrieg leitete Hertzer als Direktor das Stadttheater Königsberg. In seinen letzten Lebensjahren war er Inhaber einer Theateragentur in Berlin.